# Nanzi
Nanzi (chinesisch 楠梓區, Pinyin Nánzǐ Qū), auch Nanzih, ist ein zentraler Bezirk an der Westküste der Stadt Kaohsiung auf Taiwan. 
Hier befindet sich unter anderem seit 1967 die N.E.P.Z. (Nantze Export Processing Zone), in der diverse Halbleiterfirmen (ASE, NXP, WUS) ansässig sind. Auch ein petrochemisches Zentrum Taiwans ist hier zu finden, der Hauptsitz der CPC (Chinese Petrol Corp.).

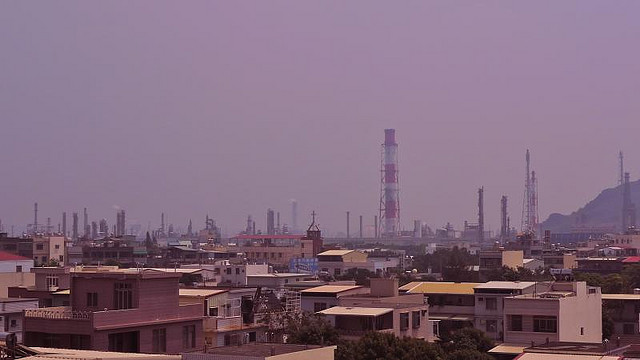
Raffinerien in Nanzi

In Nanzi befinden sich die Erste Universität für Wissenschaft und Technologie Kaohsiung, die Nationaluniversität Kaohsiung (NUK) und die Nationaluniversität für Meereskunde Kaohsiung (englisch National Kaohsiung Marine University, NKMU).